# Breitenwang
Breitenwang is een gemeente in de Außerfern, in het district Reutte in de Oostenrijkse deelstaat Tirol.
De gemeente bestaat uit de dorpsdelen Lähn, Mühl, Neumühle en Plansee. Breitenwang ligt in het dal rondom Reutte, waarmee het qua infrastructuur sterk verbonden is. De Plansee ligt gedeeltelijk op het grondgebied van de gemeente Breitenwang.

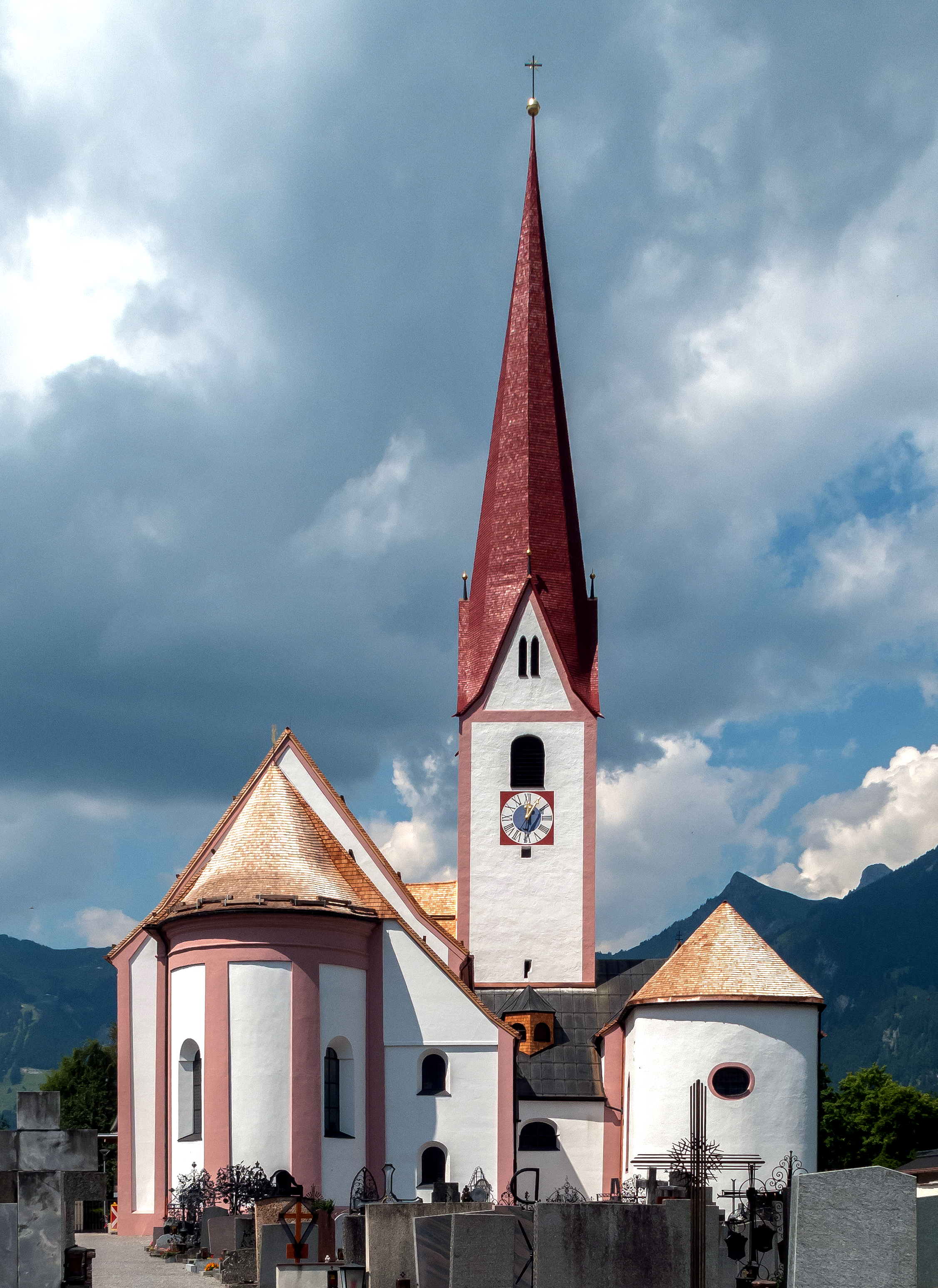
Kerk: Dekanatskirche heilige Petrus und Paulus

## Geschiedenis
Breitenwang werd in 1094 voor het eerst vermeld als Breitinwanc. Aanvankelijk was Breitenwang van grotere betekenis dan Reutte, maar nadat het verloop van de hoofdstraat veranderde, werden de rollen omgedraaid.

## Economie en infrastructuur
Op 21 juni 1921 werd in Mühl het metaalverwerkingsbedrijf Metallwerk Plansee GmbH door professor Paul Schwarzkopf opgericht ter vervaardiging van refractaire metalen. Tegenwoordig is het een van de belangrijkste poedermetaalverwerkende bedrijven ter wereld. Verder staat in Breitenwang de elektriciteitscentrale Reutte.
Breitenwang is bereikbaar via de rijksweg over de Fernpas. Verder is de gemeente bereikbaar over de Außerfernspoorlijn met het station Reutte en het in het zuidelijk dorpsdeel Lähn gelegen station Bad Kreckelmoos.